# Pentlow
Pentlow is een civil parish in het bestuurlijke gebied Braintree, in het Engelse graafschap Essex. In 2001 telde het dorp 228 inwoners.